# 奇迹世界热烈欢迎
《奇迹世界热烈欢迎》（日语：熱烈歓迎わんだーらんど）是2009年5月27日由GloryHeaven發售的單曲。

## 解說
- 歌曲由5人的声優植田佳奈、小清水亞美、釘宮理惠、白石涼子、伊藤静担当。
- 《奇迹世界热烈欢迎》是電視動畫《咲-Saki-》的前期片尾曲。
- 《咲-Saki-》是以麻雀為題材的作品，這首樂曲的歌詞亦用『一向聴』和『混一色』等的麻雀用語。
- 2nd片尾曲《在残酷的愿望中》c/w曲收錄。這首樂曲由植田和小清水主唱。

## 收錄曲
1. 熱烈歓迎わんだーらんど [4:35] 
作詞:畑亞貴、作曲:福本公四郎、編曲:安藤高弘
  - 東京電視台系動畫《咲-Saki-》前期片尾曲
  - 第20話插入歌
2. 残酷な願いの中で  [4:12] 
  - 東京電視台系動畫《咲-Saki-》2nd片尾曲

作詞:畑亜貴、作曲:rino、編曲:虹音
3. 熱烈歓迎わんだーらんど（inst.）
4. 残酷な願いの中で （inst.）

## 外部連結
- 熱烈歓迎わんだーらんど（页面存档备份，存于）